# Peter Blegvad
Peter Blegvad (né le 14 août 1951 à New York) est un musicien, compositeur-interprète et auteur de bandes dessinées américain.

## Biographie

### Carrière musicale
Peter Blegvad passe son enfance à New York. En 1965, ses parents s'établissent à Londres. En 1972, Blegvad fonde à Hambourg avec Anthony Moore et Dagmar Krause le groupe germano-anglais d'avant-pop Slapp Happy (en). Installés ensuite au Royaume-Uni, les membres de Slapp Happy fusionnent brièvement avec le groupe Henry Cow pour l'enregistrement de deux albums en 1974.
Peter Blegvad a collaboré avec de nombreux musiciens pour ses disques en solo ou des projets communs, notamment le britannique John Greaves, National Health, Anton Fier et ses Golden Palominos, John Zorn, Andy Partridge, Chris Cutler.

### Bandes dessinées
De 1992 à 1999, The Independent On Sunday, l'édition dominicale du quotidien britannique The Independent, a publié Leviathan, un comic strip de Peter Blegvad. Certaines des planches ont été republiées en volume en 2001 chez Overlook Press, sous le titre The Book of Leviathan. En novembre 2013, L'Apocalypse a édité ce volume en français et Le Livre de Leviathan a reçu le prix révélation au festival d'Angoulême en 2014, conjointement avec Mon ami Dahmer de Derf Backderf. Blegvad devient alors de loin le récipiendaire le plus âgé de ce prix.

## Discographie

### Solo
- 1983 : The Naked Shakespeare (LP, Virgin Records)
- 1985 : Knights Like This (LP, Virgin Records)
- 1988 : Downtime (LP, Recommended Records)
- 1990 : King Strut & Other Stories (LP/CT/CD, Silvertone Records)
- 1995 : Just Woke Up (CD, East Side Digital)
- 1998 : Hangman's Hill (CD, Recommended Records)
- 2001 : Choices Under Pressure (CD, Voiceprint Records)

### Groupes et collaborations
Avec Slapp Happy
- 1972 : Sort Of (LP, Polydor Records)
- 1974 : Slapp Happy (LP, Virgin Records)
- 1980 : Acnalbasac Noom (LP, Recommended Records)
- 1975 : Slapp Happy/Henry Cow, Desperate Straights (LP, Virgin Records)
- 1975 : Slapp Happy/Henry CowIn Praise of Learning (LP, Virgin Records)
- 1998 : Ça va (CD, V2 Records)
- 2000 : Peter Blegvad, Dagmar Krause et Anthony Moore, Camera (CD, Voiceprint Records)
- 2001 : Live in Japan (CD, F.M.N. Sound Factory)

Avec John Greaves et Lisa Herman
- 1977 : Kew. Rhone. (LP, Virgin Records)

Avec National Health
- 1978 : Of Queues and Cures (LP, Charly Records) (récitation sur "Squarer for Maud")

Avec John Zorn
- 1983 : Locus Solus (LP, Rift Records)

Avec The Golden Palominos
- 1986 : Blast of Silence (LP, Celluloid Records)

Avec The Lodge
- 1988 : Smell of a Friend (LP, Island Records)

Avec Dr. Huelsenbecks Mentale Heilmethode
- 1992 : Dada (LP, Rough Trade Records)

Avec John Greaves
- 1995 : Unearthed (CD, Sub Rosa)

Avec Andy Partridge
- 2003 : Orpheus – The Lowdown (CD, Ape House)
- 2012 : Gonwards (CD, Ape House)

## Publications
- Le Livre de Léviathan, L'Apocalypse, 2013. Prix révélation du festival d'Angoulême 2014.